# Skit Company Records
A Skit Company Records é uma editora angolana independente fundada em 2010 por Skit Van Darken. Em 2016, a editora lançou uma coletânea intitulada Sujo que juntou grandes nomes do Horrorcore e do Hardcore Rap independente, como Chapa Blasfemo, Semdó, Sajko Psychobrat, Exorcistas Ocultos, Movimento Kampa Preta, Mimax Corpsegrind, Assassino das Palavras, U Ghoxmico, Phezty Humana, Guardião Poeta Mistiko. Há representantes da gravadora em países como Brasil, México e Moçambique.
Alguns artistas da editora já foram "All Star Rap Game", chart do portal de divulgação do Rap da lusofonia aPalavrado como Skit Van Darken em 2019, que teve seu álbum Il Lycathrope Vocifera La Sophia nos "Essenciais 2019" do mesmo portal, ao lado de obras de grandes artistas lusófonos como NGA. A editora antigamente tinha um enfoque mais Horrorcore com artistas como como Chapa Blasfemo, Sajko Psychobrat, Skit Van Darken, Grindblack Psychadelicz Nekroxxiztas, Sulfúrico, e  Hoje em dia, a gravadora tem também trabalhado com artistas como Ngana MC.

## História
A Skit Company foi fundada em 2010, por Skit Van Darken, como um selo musical sob qual pretendia lançar todas suas produções e criações. Tendo crescido e se afirmado como uma editora independente de Underground Rap, Metal e Dubstep.
Grandes nomes do horrorcore angolano já juntaram-se à Skit Company em vários projectos, como por exemplo Raf Tag, Sulfúrico (Templo de Xiento/Trifonia),. Vários artistas independentes pelo mundo todo possuem trabalhos ou possuíram  com a editora, por exemplo: Rzeznick (República Checa), Taurus Earth Cleanser(República Cehca), Nekropolis(França e Canadá),  Joens Gore (Brasil) Kata Klown (França).
O primeiro artista a vincular com a editora foi Flash MC, rapper moçambicano em 2011. O selo também lançou 2 bandas de Rock e ainda trabalha com o gênero.
No México a representação tornou-se oficial com afiliação directa de Chapa Blasfemo. Já no Brasil, teve representação oficial por curto tempo artisticamente através de Joens Gore e administrativamente por intermédio da QXIZ Produções de Octávio Fiedler (2015). Que resultou em lançamento de alguns singles álbuns instrumentais. Em 2016 terminou a representação brasileira e logo a seguir  em 2017, foi absorvida pela startup angolana Fluxodigital.
A Skit Company é umas das únicas editoras do continente africano orientada à música extrema, activa desde 2010 sem períodos de inactividade.

## Angola Não Me Diz Nada
No dia 11 de Novembro de 2020, após cerca de 1 mês de antecipação e anúncios nas redes, Skit Van Darken, principal e mais activo artista do selo lançou "Angola Não Me Diz Nada", single que viria elevar o artista e o selo ao reconhecimento nacional tendo sido eleito em Junho de 2021 pelo portal Underground Lusófono como a 8ª melhor música do TOP 10 Rap Lusófono. 2 meses após o lançamento a expressão "Angola Não Me Diz Nada" acabou por se tornar viral por causa de uma entrevista dada pelo artista ao programa Kano Kortado  e veiculado pela VIda TV, partilhada milhares de vezes na plataforma Youtube. O Single foi mais longe ainda, integrando também uma colectânea internacional do colectivo franco-canadense de Horrorcore, Nekropolis, lançado pela Lost Soul Army and Entertainment e distribuída em África pela Skit Company Records.

## Lançamentos
Skit Van Darken
- 2010: Where is Mr Bob (beat-tape)
- 2011: Raportagem (compilação)
- 2012: Aurora dos Corações Negros (Single)
- 2013: Aurora dos Corações Negros (EP)
- 2013: Núpcias de Osíris (Single)
- 2014: Relatos da Ultratumba (Single)
- 2014: Tragam-me a cabeça do c... do Edir Macedo (single)
- 2014: Subsolo (Single)
- 2014: Prefácio (Single)
- 2014: Specimen 32 (beat-tape)
- 2014: Iniciação à Láctea (Beat-tape)
- 2014: Alkool daz Kolinaz Magickaz ft. Antídoto Nekrólogo (beat-tape)
- 2014: XII Tábuas (beat-tape)
- 2015: Specimen 32 Vol 2 (beat-tape)
- 2015: Comunicando para as campas (beat-tape)
- 2015: Morticidio ft Phezty Humana
- 2015: Grimorium Sakrilegium (beat-tape)
- 2015: MH370 ft. QXiz (Beat-tape)
- 2016: Declaradamente Sujo
- 2016: The Bloody Van Orchestra ft. Bloody Beat
- 2016: Selos (Single)
- 2017: Sarcasmo (Single)
- 2017: A verdadeira história (single)
- 2017: Acredite em mim ft. Abesboy (single)
- 2017: Zeitgeist (EP)
- 2017: Sete anos (Demo)
- 2018: Quem tem o controlo (single)
- 2018: Il Lycathrope Vocifera La Sophia (álbum)
- 2019: Bodes (Instrumental)
- 2020: CISP 111 (Single)
- 2020: Culto Secreto da Carne Apodrecida
- 2020: Angola Não Me Diz Nada
Ektoplazma
2020: A Besta Bicéfala ft. Skit Van Darken e Ngana (EP)
Flash MC
-2016: Não queria que fosse assim (Single)
-2016: Dedicado aos meus (single)
-2016: O pesadelo ainda continua (single)
-2018: Eu falo (single)
Chapa Blasfemo
- 2019: Chapa Blasfemo Eliminamos Falsedads ft. Vyrus (Single)
Raf Tag
2016: África Democrata (Single)
Sajko Psychobrat
-2016: Notatnik Smierci (Álbum)
- 2016: Sennik (EP)
- 2019: Run-Away ft. Skit Van Darken
Muralha Defensiva
- 2011: Linhas Defensivas (single)
- 2012: Golpeagem ft. Skit Van Darken & Bambaklata
Green Cow Effect
2015: Insónia (EP)
2016: Impicaixão, Galeria Cadavérica (EP)
Grindblack Psychadelic
- 2016: Grindcorpse (single)
- 2016: Black Sacrifice ft. Dudão K2 (Single)
Violence Fonk
-2015: Culto Vaginal (EP)
Slice Putrefação Etérica:
- 2013: Parafuso Telúrico (beat-tape)
- 2015: Om Parasitarium (beat-tape)
Guardião Poeta Mistiko
- 2015: U Outro Lado (single)
Rzeznick
- 2016: Brudne Dziecko (Single)
Monarcas da Besta
- 2015: Alkool das Kolinaz Magickaz Vol 2
- 2015: Alkool das Kolinaz Magickaz Vol 3
- 2015: Alkool das Kolinaz Magickaz Vol []
Limpeza Étnica
-2016: Limpeza Étnica (EP)
-2016: Pró-ditadura (EP)
MC Patou (Falecido)
2013: Fogo da Rua (Mixtape)
Abesboy
- 2016: Águas Paradas & Perdidos no Maya (Singles)
Heterogêneo
- 2016: Persistência (single)
- 2017: Alternativo (mixtape)
- 2017: Música da Alma ft. Inspirados (single)
- 2018: Eu e outras poesias (single)
- 2018: Rapazes do Bando (single)
Deep Dope aka DPG
- 2014: O que sinto (Single)
- 2018: Belial Skill (single)
- 2018: Distante de vocês (single)
Nekroxxiztas
- 2015: Grimório Arcaico de Composições Macabras (Single)
Draxtiko
- 2015: Viajem (single)
Sulfúrico
- 2014: Gruta Sónica & Xpirologia (Singles)
Templo de Xiento
- 2014: Índice das Brumas (EP/Álbum)
Muralha Defensiva
2011: Linhas Defensivas (Single)
Ciclónico
2015: Nekrologia (LP)